# It's About Time (album des Jonas Brothers)
Pour les articles homonymes, voir It's About Time.
Albums de Jonas Brothers
Jonas Brothers
(2007)
It's About Time est le premier album des Jonas Brothers sorti en 2006 aux États-Unis.
Il a eu 2 versions différentes: selon celle considérée, les titres ne sont pas présentés dans le même ordre, et 3 titres diffèrent.

## Titres Première Version
1. I Am What I Am
2. Mandy
3. One Day At A Time
4. Time For Me To Fly
5. 6 Minutes
6. You Just Don't Know It
7. Underdog
8. Don't Tell Anyone
9. 7:05
10. Hey We're Gonna Be Alright
11. Dear God

## Titres Deuxième Version
1. What I Go to School For 3:33
2. Time for Me to Fly 3:05
3. Year 3000 3:20
4. One Day at a Time 3:55
5. 6 Minutes 3:06
6. Mandy 2:48
7. You Just Don't Know It 3:38
8. I Am What I Am 2:10
9. Underdog 3:16
10. 7:05 3:48
11. Please Be Mine 3:13